# Linaria thibetica
Linaria thibetica är en grobladsväxtart som beskrevs av Adrien René Franchet. Linaria thibetica ingår i släktet sporrar, och familjen grobladsväxter. Inga underarter finns listade i Catalogue of Life.